# Battaglia di al-Raydaniyya
La battaglia di al-Raydāniyya (in arabo معركة الريدانية‎?, Maʿrakat al-Raydāniyya; Turco Ridaniye Muharebesi) fu combattuta il 22 gennaio del 1517 in Egitto tra le forze ottomane e quelle mamelucche burji.
A guidare le prime era il Sultano ottomano Selim I, mentre le seconde (che uscirono sconfitte in modo decisivo) erano al comando del Sultano Ṭūmān Bāy II.

I Turchi ottomani marciarono sul Cairo e inflissero una definitiva sconfitta ai Mamelucchi (assai inferiori quanto a tattica e ad artiglierie), entrando poi vittoriosi nel quartiere al-Ghūriyye del Cairo, che aveva preso quel nome dal precedente Sultano, Qanṣūh al-Ghūrī, sconfitto clamorosamente nel 1516 dagli stessi Ottomani nella battaglia di Marj Dābiq.
Al termine degli scontri, Ṭūmān Bāy II fu giustiziato dal vincitore e fatto appendere in un gabbione sistemato sotto la porta della città, la Bāb Zuwayla, per essere poi inumato dopo 3 giorni di ostentazione ammonitrice ai cairoti.
Secondo una tradizione, il Gran Visir ottomano, Hadim Sinan Pascià, restò ucciso in azione, dopo che il Sultano aveva detto: "Vinceremo la battaglia, ma perderemo Sinan".

## Descrizione della battaglia
Ṭūmān Bāy II volle abbandonare Ṣalāḥiyya, e attaccare gli Ottomani, stanchi a causa della marcia nel deserto, ma all'ultimo momento cedette alle pressioni dei suoi Emiri, accampandosi fuori dalla città di Raydāniyya. Gli Ottomani raggiunsero al-Arish, riuscendo a marciare indisturbati tra Ṣalāḥiyya e Bilbays e Khanqa, e il 20 gennaio raggiunsero Birkat al-Hajj, a poche ore dal Cairo.

Due giorni dopo, il 22 gennaio 1517, fu combattuta la battaglia di al-Raydāniyya. Ṭūmān Bāy II combatté coraggiosamente. Con un gruppo di devoti seguaci si gettò in mezzo agli Ottomani, avvicinandosi alla tenda di Selim I ma alla fine gli Egiziani furono sconfitti e il grosso dell'esercito mamelucco fuggì verso il Nilo. Gli Ottomani entrarono quindi al Cairo, presero il controllo della Cittadella e uccisero l'intera guarnigione circassa.

Selim I si accampò in un'isola vicino a Būlāq. Il giorno dopo il suo vizir entrò in città per cercare di fermare il saccheggio. L'ex Califfo al-Mutawakkil III, parlò alla folla del Cairo invocando la benedizione su Selim. La preghiera del Califfo è riportata da Ibn Iyas:
(William Muir, The Mameluke or Slave Dynasty of Egypt 1260-1517 A.D., Smith, Elder, and Co, 1896 (Pubblico dominio))
Il saccheggio non si fermò. Gli Ottomani saccheggiarono tutto ciò che potevano prendere. I Circassi vennero ovunque inseguiti e massacrati senza pietà e le loro teste furono appese intorno al campo di battaglia. Solo dopo che passarono diversi giorni Selim I e al-Mutawakkil III convinsero i soldati a fermarsi, e gli abitanti cominciarono di nuovo a provare un certo grado di sicurezza.

La notte seguente, il Sultano Ṭūmān Bāy II assieme ai suoi alleati beduini riprese il possesso della città, debolmente presidiata, e alla luce del giorno respinse un attacco ottomano, subendo grandi perdite. La preghiera del venerdì venne celebrata in nome di Ṭūmān Bāy. Ma a mezzanotte gli Ottomani attaccarono nuovamente la città, disperdendo i Mamelucchi, mentre il Sultano fuggiva attraverso il Nilo a Giza.
Soddisfatto di questa vittoria, Selim I si accampò nuovamente nell'isola nei pressi di Būlāq, issando sopra la sua tenda una bandiera rossa e bianca in segno di amnistia nei confronti della popolazione. I Mamelucchi, tuttavia, ne vennero esclusi. Furono spietatamente perseguitati, venne proclamato che chiunque avesse dato loro protezione sarebbe stato messo a morte, e così circa 800 cittadini furono decapitati. Molti cittadini furono risparmiati grazie all'intervento di al-Mutawakkil III. Il figlio del Sultano Qanṣūh al-Ghūrī venne ben accolto e gli fu concesso il palazzo del padre come propria dimora.
Poco dopo, l'amnistia fu estesa a tutti gli Emiri rimasti nascosti. L'Emiro Jānberdī al-Ghazalī, che aveva combattuto valorosamente nella battaglia e che si era gettato ai piedi di Selim, venne non solo ricevuto con onore, ma ottenne anche un posto di comando nella guerra contro i beduini fedeli a Ṭūmān Bāy. Vi è una grande diversità di opinioni tra gli storici su quanto Jānberdī al-Ghazalī sia stato effettivamente fedele a Ṭūmān Bāy. La maggior parte degli storici pensa che sia rimasto fedele fino alla battaglia di al-Raydāniyya, e che si sia unito agli Ottomani solo verso la fine di gennaio, quando si convinse che non c'erano più speranze per i Mamelucchi.